# Dix-sept Ans
Cet article concerne documentaire français réalisé par Didier Nion. Pour le roman d'Éric Fottorino, voir Dix-sept Ans.
Pour plus de détails, voir Fiche technique et Distribution.
Dix-sept Ans est un documentaire français réalisé par Didier Nion et sorti en 2004.

## Synopsis
Le parcours difficile de Jean-Benoît, 17 ans, apprenti mécanicien dans la région de Rouen, entre l'adolescence et l'âge adulte.

## Fiche technique
- Titre : Dix-sept Ans
- Réalisation : Didier Nion
- Photographie : Didier Nion
- Son : Pascale Mons
- Montage : Catherine Zins
- Musique : Jean Mallet
- Production : Mille et une Films - Arte France Cinéma
- Pays d'origine :  France
- Genre : documentaire
- Durée : 83 minutes
- Date de sortie : France - 10 mars 2004

## Sélections
- 2003 : Festival de Locarno
- 2003 : Festival de Cannes (programmation ACID)[1]
- 2003 : Cinéma du réel